# Zak Orth
Pour les articles homonymes, voir Orth.
Zak Orth, né Adam Zachary Orth, est un acteur américain né le 15 octobre 1970 à Libertyville, Illinois.

## Filmographie
- 1994 : Spanking the Monkey : Curtis
- 1995 : My Teacher's Wife : Paul Faber
- 1995 : New York, police judiciaire (saison 6, épisode 4) : Mr. Ricardi
- 1996 : Le Porteur (The Pallbearer) : An Abernathy Cousin
- 1996 : Roméo + Juliette (Romeo + Juliet) : Gregory
- 1997 : Rose Hill (TV) : Douglas Clayborne
- 1997 : In and Out (In & Out) : Mike
- 1998 : Quand les clairons se taisent (en) (When Trumpets Fade) (TV) : Warren Sanderson
- 1999 : La neige tombait sur les cèdres (Snow Falling on Cedars) : Deputy Abel Martinson
- 2000 : In Love (Down to You) : Monk Jablonski
- 2000 : Loser de Amy Heckerling : Adam
- 2001 : Wet Hot American Summer : J.J.
- 2001 : New York, unité spéciale (saison 2, épisode 10) : Wally Parker
- 2002 : Monday Night Mayhem (TV) : Don Ohlmeyer
- 2002 : Stella Shorts 1998-2002 (vidéo) : Turkey Hunter / Enis / Stewart / Inspector
- 2004 : Hair High : Zip (voix)
- 2004 : Melinda et Melinda (Melinda and Melinda) : Peter
- 2005 : The F Word : Manny
- 2005 : The Baxter : Wendall Wimms
- 2005 : Petites Confidences (à ma psy) (Prime) : Randall
- 2005 : Merry Christmas (TV) : Nuns Gone Wild Host
- 2006 : Kill the Poor : Butch
- 2006 : Pitch : Brad
- 2007 : Le Come-Back de Marc Lawrence
- 2008 : Vicky Cristina Barcelona de Woody Allen
- 2008 : Fringe (TV) : Roy McComb
- 2010 : Very Bad Cops
- 2010 : Vous allez rencontrer un bel et sombre inconnu (You will meet a tall dark stranger) de Woody Allen : le narrateur (voix)
- 2012-2014 : Revolution (TV) : Aaron Pittman
- 2014 : Elementary : Gabe Coleman (1 épisode)
- 2014 : The Good Wife : Steve Fratti (1 épisode)
- 2015 : Veep : Jim
- 2015 : Happyish : Larry (3 épisodes)
- 2015 : Wet Hot American Summer: First Day of Camp : JJ (8 épisodes)
- 2015 : Hit : Officier Cameron (court métrage)
- 2015 : Matters of the Heart (post production)
- 2016 : Falling Water
- 2023 : Tiny Beautiful Things : Sam Carter (1 épisode)
- 2023 : New York, police judiciaire (saison 22, épisode 18) : avocat de la défense Harry Kagan
- 2024 : New York, police judiciaire (saison 23, épisode 8) : avocat de la défense Harry Kagan
- 2024 : New York, unité spéciale (saison 26, épisode 4) : avocat de la défense Harry Kagan